# Patricia Vinnicombe

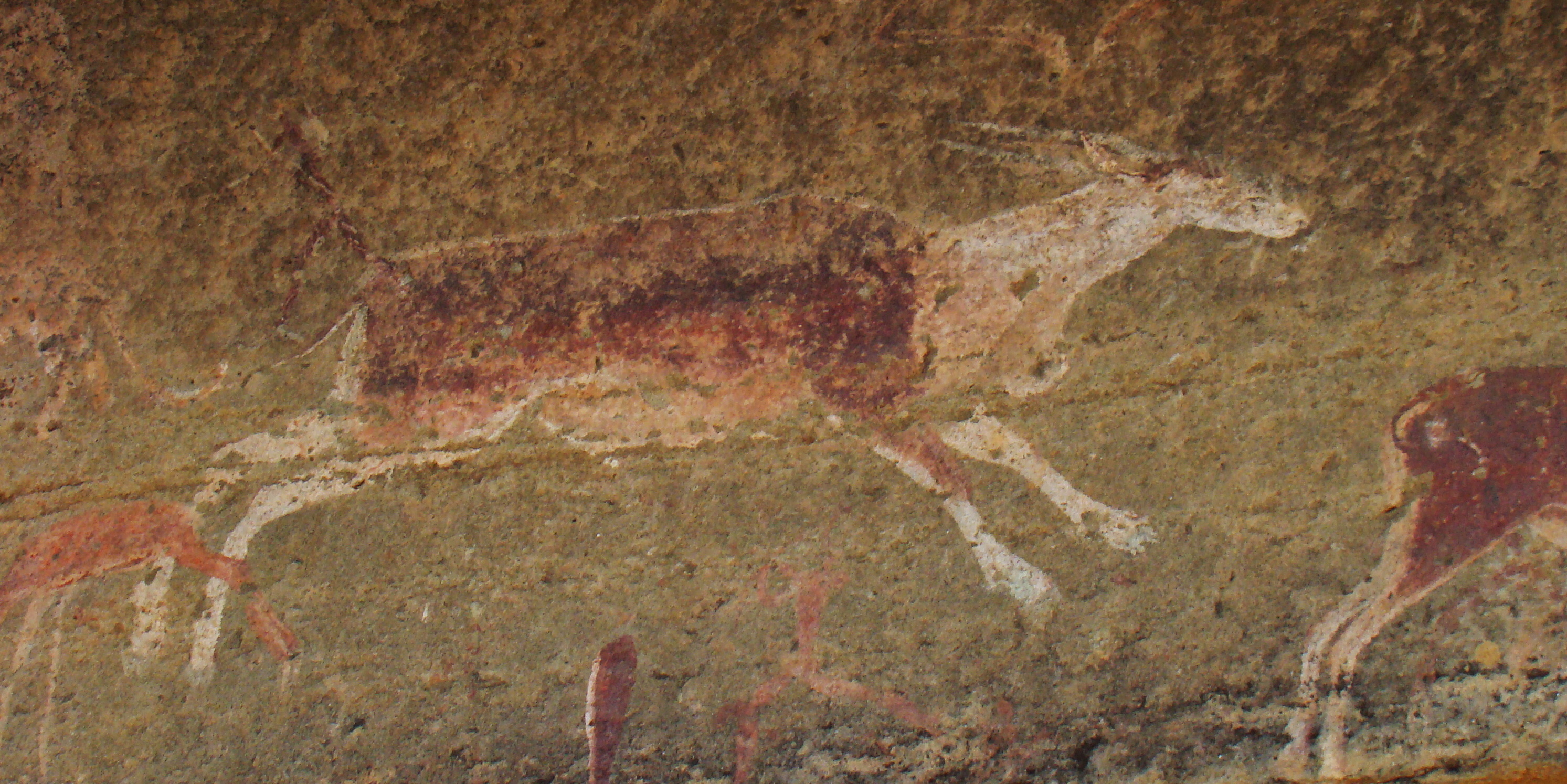
Klippmålning av elandantilop vid Drakensberg.

Patricia Joan Vinnicombe, född 17 mars 1932 i Karratha i västra Australien, död 30 mars 2003 i Kapprovinsen, var en sydafrikansk arkeolog och konstnär. Hon är känd för att ha identifierat och kopierat klippmålningar vid bergen Drakensberg. Hennes arbete gjorde studerandet av bergskonst till en vetenskap. Hon var även aktiv inom bevarandet av ursprungskonst i västra Australien.